# هیروکی هاسه‌گاوا
هیروکی هاسه‌گاوا (ژاپنی: 長谷川博己؛ زادهٔ ۷ مارس ۱۹۷۷) هنرپیشه اهل ژاپن است. وی از سال ۲۰۰۱ میلادی تاکنون مشغول فعالیت بوده است.
از فیلم‌هایی که وی در آن نقش داشته است، می‌توان به بازخیز گودزیلا اشاره کرد.